# Laboria Cuboniks
Laboria Cuboniks – interdyscyplinarna kobieca grupa robocza, promująca ksenofeminizm, powstała w 2014 roku. Jej członkinie mieszkają na trzech kontynentach, w pięciu krajach (Wielkiej Brytanii, Niemczech, Stanach Zjednoczonych, Kanadzie i Australii). Nazwa Laboria Cuboniks jest anagramem zbiorowego pseudonimu Nicolas Bourbaki, pod którym od lat 30. XX wieku występowała grupa zrzeszająca francuskich matematyków.

## Twórczość
Przedsięwzięcia Laborii Cuboniks promują ksenofeminizm, czyli technomaterialistyczną i antynaturalistyczną wersję feminizmu XXI wieku. Ksenofeminizm jest próbą powołania do życia emancypacyjnej polityki gender, która odpowiadać będzie globalnej, złożonej i opartej na technologii współczesności. Ksenofeminizm uznaje się za pochodną cyberfeminizmu.
Opracowany przez Laborię Cuboniks „Manifest ksenofeministyczny. Ku polityce wyobcowanej” (org. „The Xenofeminist Manifesto. A Politics for Alienation”) wyszedł drukiem w 2018 r. nakładem wydawnictwa Verso. Wcześniej tekst opublikowano w internecie w 12 wersjach językowych.
Jak wyjaśnia jedna z członkiń grupy, Helen Hester, znaczący wpływ na treść manifestu ma jego wieloautorstwo: „Proces negocjowania między nami różnych feministycznych stanowisk był jednym z najbardziej satysfakcjonujących i świetlanych przykładów naszej wspólnej pracy w ciągu ostatnich trzech lat. Manifest nadal jest dokumentem, z którego jesteśmy zadowolone, i który ma wpływ na nasze indywidualne projekty, jakie realizujemy jako kompozytorki, artystki, archeolożki, teoretyczki, aktywistki, programistki czy poetki”.
Laboria Cuboniks jest także autorką instalacji wideo pt. „Zaktualizowane-aktualizowanie-aktualizacja” (org. „Updated-updating-update”). To rodzaj wideo wykładu o sztucznej inteligencji (SI) i posthumanizmie, zawierający informacje o warsztatach uznawanych za narodziny SI, które odbyły się w Dartmouth College w 1956 roku, a także sztuce Karela Čapka pt. „R.U.R.” (1920). Instalacja była prezentowana w 2018 r. w Muzeum Sztuki w Łodzi.  